# Menhir de Kerariou
Le menhir de Kerariou ou menhir de Trovern est situé à Trébeurden dans le département français des Côtes-d'Armor.

## Description
Le menhir mesure 2,10 m de hauteur pour 1,30 m de largeur (face nord) et 0,30 m d'épaisseur. Il est en granite de l'Île Canton. Il comporte un filon d'aplite à la base de la face nord qui se poursuit sur la face sud. La face sud comporte de nombreuses fissures et rigoles d'érosion, dont une médiane très profonde. Les faces nord et sud portent des traces de desquamation.